# Fate
Fate es una empresa argentina de fabricación y exportación de neumáticos. Su planta industrial ocupa 40 hectáreas y tiene una capacidad productiva que supera los cinco millones de neumáticos por año. Además posee una planta para la reconstrucción de neumáticos de transporte. Fate exporta dos tercios de su producción.

## Historia

### Significado del nombre
FATE es un acrónimo que abrevia las palabras Fábrica Argentina de Telas Engomadas.

### Inicios
Constituida con capitales argentinos, FATE inicia sus actividades en 1940 una pequeña planta de 1.000 m² en el barrio de Saavedra, Ciudad de Buenos Aires. Comenzó produciendo telas impermeables, bandas de rodamiento para reparación de neumáticos y otros productos de caucho.

### Primeros neumáticos
En 1945 comenzó la producción en pequeña escala de neumáticos y cámaras para automóviles y camiones.

### Acuerdo con General Tire
En 1956 se concreta un acuerdo de asistencia tecnológica con la compañía estadounidense General Tire, uno de los fabricantes de neumáticos más destacados del mundo (luego adquirida por la firma alemana Continental AG).

### Nueva planta
Se inició en 1960 la construcción de la nueva planta industrial en San Fernando, unos 30 kilómetros al norte de la ciudad de Buenos Aires, en un predio de 65 hectáreas ecológicamente recuperado durante la obra. La planta cuenta inicialmente con 47.000 m² de superficie cubierta, y recibe sucesivas ampliaciones a lo largo del tiempo. Las maquinarias instaladas representan la más avanzada tecnología del momento.

### Primer neumático radial
En 1969 FATE produce en la Argentina el primer neumático radial para automóviles, y se convierte en el primer proveedor de estos neumáticos para Equipo Original. Se crea la División de Investigación y Desarrollo. El nivel de producción llega a 852.000 unidades.

### Nuevo Centro de Ensayos y Certificación
En 1976 se crea un centro con moderno instrumental para evaluación y experimentación de neumáticos. Es el primero en Sudamérica. El departamento de Transporte de los Estados Unidos otorga a la planta de San Fernando el código DOT “F5”, que identifica mundialmente a los neumáticos FATE.

### Nuevo neumático radial con cintura de acero
En 1981 Fate fabricó el primer neumático radial con cintura de acero de la Argentina.

### Patrocinios deportivos
Desde 1985 hasta 1989 lució las camisetas de Boca Juniors y River Plate.

### Apertura a Europa
En 1993 el organismo RDW de Países Bajos certifica el Centro de Ensayos de FATE con validez para toda la Unión Europea. Comienza el programa de expansión y modernización de la planta fabril. La capacidad de producción es de 1.728.000 neumáticos anuales.

### Lanzamiento del AR-35
En 1994 se crea un acuerdo con la firma francesa Michelin para representar a sus productos en la Argentina.

### Premio a la Excelencia de Innovación Tecnológica
Fate obtuvo en 1995 el premio a la Excelencia en Innovación Tecnológica, otorgado por las Naciones Unidas.

### Nuevo certificado
En 1996 Fate obtuvo del certificado de calidad INMETRO de Brasil.

### Normas de calidad ISO 9001 - QS 9000
FATE obtuvo las certificaciones ISO 9001 y QS 9000 (Det Norske B. V., Netherlands) para su sistema de calidad en el año 1997.

### Acuerdo tecnológico comercial con Continental AG
En 1999 se comienzan a comercializar los productos Continental a través de la Red FATE, y se inicia la producción de neumáticos para esa marca en la planta FATE.

### Exportación a Europa alcanza los 600.000 neumáticos
Gracias a la transferencia de tecnología se perfecciona el proceso productivo y el diseño de los productos, en el 2000 se alcanzó esta cifra.

### Certificación ambiental
Se obtiene la certificación del Sistema de Administración Ambiental según la norma ISO 14001 en 2002.

### Planta de radiales para camiones
En el 2003 se puso en marcha la primera planta en la Argentina para la producción de neumáticos radiales de acero para camiones y ómnibus, con equipamiento y tecnología de Continental AG de Alemania.

### Premio a la Exportación y Primer Premio a la Exportación Argentina en el rubro neumáticos
En 2007 FATE gana por décima vez el Premio a la Exportación, y recibe por undécima vez consecutiva el Primer Premio a la Exportación Argentina en el rubro neumáticos, otorgado por Prensa Económica y los Ministerios de Economía y Relaciones Exteriores de la Nación.

### Sociedad con Brasil
En 2010 FATE conforma una asociación estratégica con Vipal, de Brasil, para avanzar en los mercados de Sudamérica, desarrollando proyectos industriales conjuntos y ocupar un lugar de liderazgo en la región.

### Incorporación del diseño Pininfarina

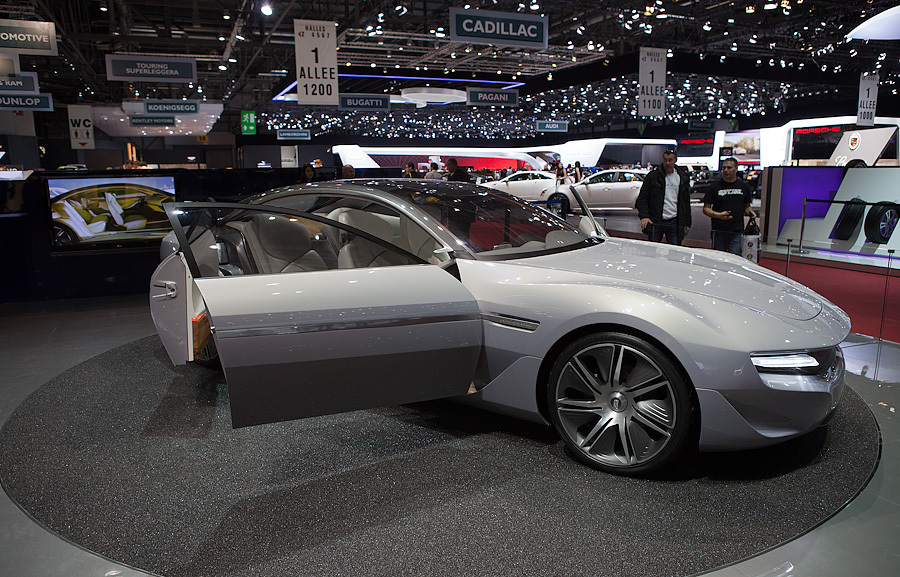
Pininfarina Cambiano en el Salón de Ginebra.

En el año 2011 se presenta Eximia by Pininfarina, un neumático para autos de alta gama, al que seguirán periódicos lanzamientos de nuevas líneas con la firma del estudio italiano, producidos localmente en la planta FATE.

### Presentación de Fate Pininfarina en el Salón del Automóvil de Ginebra
En el 2012 se realiza la presentación de Fate Pininfarina en el Salón Mundial de Automóvil en Ginebra, en el Concept Car Cambiano de Pininfarina.

### Fate en la Tire Technology EXPO
Fate presentó en 2013 trabajos de Investigación y Desarrollo en la exposición internacional Tire Technology EXPO que se realiza anualmente en Alemania. Se trata de la exposición internacional más relevante de la industria del neumático.

### Inauguración del Laboratorio de Desarrollo de Materiales
En el año 2014 Fate inaugura el Laboratorio de Desarrollo de Materiales en el Centro de Investigación y Desarrollo.

### Puesta en funcionamiento de la resistencia de un nuevo neumático
En 2015 se realiza la puesta en funcionamiento en el Centro de Ensayos de una rueda de prueba especializada en la medición de resistencia a la rodadura en neumáticos de autos, camionetas y camiones. Estos ensayos son obligatorios para exportar cubiertas a Brasil.

### Reunión de empleados Diciembre 2024
En diciembre del 2024, FATE arma un grupo humano espectacular. 